# Discografia di Elton John
La discografia di Elton John è formata da 34 album in studio, 4 album live, 6 colonne sonore e 12 raccolte ufficiali.
La fase di massima creatività della superstar britannica coincide con la prima metà degli anni Settanta, che rappresenta anche il periodo di maggior successo della sua carriera (nel 1975, infatti, Elton arrivò a possedere oltre il 2% delle vendite mondiali di dischi). Curiosamente, i singoli pubblicati dai primi album ebbero più successo negli Stati Uniti che nel natìo Regno Unito; a partire dalla fine degli anni Ottanta, comunque, la situazione si capovolse. Per quanto riguarda l'Italia, notiamo che il periodo di maggior successo coincide con gli anni Novanta, tanto che è decisamente più noto il repertorio di quegli anni rispetto a quello del periodo d'oro, caso piuttosto anomalo.
Elton ha anche pubblicato diversi video in VHS e DVD; i videoclip sono 75 in totale.

## Album in studio
| Data di pubblicazione | Titolo                                      | Posizione in classifica |
| --------------------- | ------------------------------------------- | --- |
| 3 giugno 1969         | Empty Sky                                   | #6 (1975, platino); #30 (1975). |
| 10 aprile 1970        | Elton John                                  | #2 ; #4 , (oro); #11 ; #40 . |
| 30 ottobre 1970       | Tumbleweed Connection                       | #4 , ; #5 (platino); #6 ; #30 . |
| 5 novembre 1971       | Madman Across the Water                     | #8 , (2x platino); #13 , ; #14 ; #41 . |
| 19 maggio 1972        | Honky Château                               | #1 (platino); #2 ; #3 ; #4 ; #5 ; #8 ; #9 ; #21 ; #43 . |
| 22 gennaio 1973       | Don't Shoot Me I'm Only the Piano Player    | #1 , (3x platino); #2 ; #4 , ; #16 . |
| 5 ottobre 1973        | Goodbye Yellow Brick Road                   | #1 , (platino), (8x platino); #4 ; #5 , ; #7 ; #9 ; #22 ; #36 ; #41 . |
| 28 giugno 1974        | Caribou                                     | #1 , (oro), (2x platino), ; #3 ; #5 ; #6 ; #8 ; #20 ; #30 . |
| 23 maggio 1975        | Captain Fantastic and the Brown Dirt Cowboy | #1 , (3x platino); #2 (oro), ; #2 , ; #5 ; #7 ; #12 ; #20 ; #22 . Primo album di tutti i tempi a debuttare alla #1 nella classifica Billboard                                                                  |
| 4 ottobre 1975        | Rock of the Westies                         | #1 , (platino); #4 ; #5 (oro); #6 , ; #16 ; #33 ; #47 . Secondo album di tutti i tempi a debuttare alla #1 nella classifica Billboard                                                                          |
| 22 ottobre 1976       | Blue Moves                                  | #3 (oro), (platino); #5 , ; #8 ; #9 ; #12 , ; #39 ; #53 . |
| 16 ottobre 1978       | A Single Man                                | #4 ; #8 , (oro); #12 , ; #13 ; #15 (platino); #17 ; #26 ; #74 . |
| 13 ottobre 1979       | Victim of Love                              | #18 ; #20 ; #28 ; #35 ; #41 . |
| 13 maggio 1980        | 21 at 33                                    | #6 ; #7 ; #10 , ; #12 ; #13 (oro); #16 ; #21 ; #25 ; #56 . |
| 20 maggio 1981        | The Fox                                     | #2 ; #5 ; #10 ; #11 ; #12 (argento); #21 ; #25 ; #34 ; #43 . |
| 9 aprile 1982         | Jump Up!                                    | #3 , ; #12 ; #13 (argento); #15 ; #17 (oro); #19 ; #47 . |
| 30 maggio 1983        | Too Low for Zero                            | #2 ; #5 ; #6 , ; #7 (platino); #11 ; #17 ; # 25 (platino); #30 ; #71 . |
| 18 giugno 1984        | Breaking Hearts                             | #1 , ; #2 (oro); #4 ; #5 ; #7 ; #10 ; #11 ; #20 (platino); #54 . |
| 4 novembre 1985       | Ice on Fire                                 | #2 , ; #3 (platino); #5 ; #6 ; #9 ; #16 ; #48 (oro); #49 . |
| 15 ottobre 1986       | Leather Jackets                             | #4 ; #12 ; #13 ; #21 ; #24 (oro); #31 ; #38 ; #91 . |
| 20 giugno 1988        | Reg Strikes Back                            | #3 ; #5 ; #6 ; #8 ; #13 , ; #16 (oro); #18 , (argento), . |
| 29 agosto 1989        | Sleeping with the Past                      | #1 (3x platino), ; #2 , ; #5 ; #6 ; #7 ; #9 ; #23 , (platino); #30 . |
| 22 giugno 1992        | The One                                     | #1 , ; #2 , (oro); #7 ; #8 (2x platino), ; #35 . |
| 22 novembre 1993      | Duets                                       | #1 ; #3 , ; #5 (platino); #10 ; #12 ; #14 ; #19 ; #20 ; #25 (platino); #32 ; #38 . |
| 20 marzo 1995         | Made in England                             | #1 , ; #2 ; #3 , (oro); #4 , ; #5 ; #6 ; #8 , ; #10 ; #11 ; #13 , (platino). |
| 22 settembre 1997     | The Big Picture                             | #1 , ; #2 , ; #3 (platino), ; #4 , ; #5 ; #7 ; #8 , , #9 (platino); #10 ; #14 ; #19 . |
| 23 marzo 1999         | Elton John and Tim Rice's Aida              | #9 ; #12 ; #13 ; #24 ; #26 ; #29 ; #41 (oro). |
| 1º ottobre 2001       | Songs from the West Coast                   | #2 , (2x platino); #3 ; #7 , ; #8 ; #9 ; #10 ; #13 ; #14 ; #15 , (oro); #19 ; #22 ; #24 ; #27 ; #68 . |
| 9 novembre 2004       | Peachtree Road                              | #11 , ; #12 ; #16 ; #17 (oro); #21 (oro); #25 ; #27 ; #31 ; #34 ; #38 ; #44 ; #63 ; #74 ; #84 ; #97 ; #168 .                                                                                                   |
| 18 settembre 2006     | The Captain and the Kid                     | #6 (argento); #10 , ; #18 ; #21 ; #25 ; #26 ; #27 ; #37 , ; #43 ; #52 ; #56 ; #99 ; #171 . |
| 19 ottobre 2010       | The Union                                   | #2 (Billboard rock chart); #3 ; #5 , ; #7 , ; #9 (World chart); #11 ; #12 , (argento); #14 , ; #15 ; #19 (European Top 100 Album chart); #23 ; #24 , ; #27 ; #28 , ; #30 ; #33 ; #51 ; #60 ; #61 ; #66 ; #91 . |
| 13 settembre 2013     | The Diving Board                            | #3 (argento); #4 ; #6 ; #7 , ; #9 ; #10 ; #11 , ; #12 ; #13 ; #20 , ; #22 ; #26 ; #29 ; #33 ; #36 ; # 42 ; #100 .                                                                                              |
| 5 febbraio 2016       | Wonderful Crazy Night                       | #6 ; #7 ; #8 , ; #10 ; #11 , ; #15 , ; #17 ; #18 ; #26 , ; #32 , ; #35 ; #43 . |
| 22 ottobre 2021       | The Lockdown Sessions                       | |
| 4 aprile 2025         | Who Believes in Angels?                     | |

## Album dal vivo
| Data di pubblicazione | Titolo                                                  | Posizione in classifica                                                    |
| --------------------- | ------------------------------------------------------- | -------------------------------------------------------------------------- |
| 10 maggio 1971        | 17-11-70                                                | #10 ; #11 ; #20 , .                                                        |
| 30 aprile 1976        | Here and There                                          | #4 (platino); #6 (argento); #11 ; #13 ; #19 ; #30.                         |
| 13 giugno 1987        | Live in Australia with the Melbourne Symphony Orchestra | #5 ; #9 ; #24 (platino); #43 , .                                           |
| 21 novembre 2000      | Elton John One Night Only - The Greatest Hits           | #7 (platino); #10 ; #12 ; #14 ; #16 ; #20 , ; #32 ; #48 ; #50 ; #65 (oro). |

## Colonne sonore
| Data di pubblicazione | Titolo                                        | Posizione in classifica                                                    |
| --------------------- | --------------------------------------------- | -------------------------------------------------------------------------- |
| aprile 1971           | Friends Soundtrack                            | #17 ; #19 ; #36 (oro).                                                     |
| 31 maggio 1994        | The Lion King Soundtrack                      | #1 , (10x platino); #3 ; #4 , (platino), ; #5 ; #6 ; #7 ; #8 ; #12 ; #16 . |
| 24 agosto 1999        | The Muse Soundtrack                           | Mai entrato in classifica                                                  |
| 14 marzo 2000         | Elton John's The Road to El Dorado Soundtrack | #40 ; #63 .                                                                |
| 8 febbraio 2011       | Gnomeo e Giulietta                            | Mai entrato in classifica                                                  |
| 24 maggio 2019        | Rocketman: Music from the Motion Picture      | #5 ; #6 ; #9 ; #28 ; #32 ; #38 ; #40 ; #42 ; #46 ; #55 ; #67 ; #80 ; #81 . |

## Compilation
| Data di pubblicazione | Titolo                               | Posizione in classifica |
| --------------------- | ------------------------------------ | --- |
| 8 novembre 1974       | Elton John's Greatest Hits           | #1 , (2x platino), (17x platino); #2 ; #3 ; #43 . L'album più venduto dell'intera carriera di Elton John                       |
| 13 settembre 1977     | Elton John's Greatest Hits Volume II | #6 , (oro); #21 (5x platino); #46 .                                                                                            |
| 13 ottobre 1980       | Elton John's Lady Samantha           | #56 ; #74 |
| 1980                  | Elton John's Milestones              | Mai entrato in classifica |
| 1986                  | Your Songs                           | #1 ; (oro). |
| settembre 1987        | Elton John's Greatest Hits Vol. 3    | #33 ; #84 (2x platino). |
| 1º ottobre 1990       | The Very Best of Elton John          | #1 , (9x platino), , ; #2 ; #9 ; #17 ; #20 ; #28 .                                                                             |
| 8 novembre 1990       | To Be Continued...                   | #21 ; #82 (2x platino). |
| 20 ottobre 1992       | Rare Masters                         | Mai entrato in classifica |
| 3 novembre 1992       | Elton John's Greatest Hits 1976-1986 | (2x platino). |
| 6 novembre 1995       | Love Songs                           | #1 , ; #2 , ; #3 ; #4 , (3x platino); #5 ; #7 , ; #10 ; #12 ; #24 (3x platino); #42 .                                          |
| 11 novembre 2002      | Elton John's Greatest Hits 1970-2002 | #2 ; #3 , (5x platino); #6 , ; #8 , ; #12 , (6x platino); #13 ; #14 ; #18 ; #19 , ; #30 ; #45 ; #80 .                          |
| 10 novembre 2005      | Elton John's Christmas Party         | Mai entrato in classifica |
| 26 marzo 2007         | Rocket Man: The Definitive Hits      | #1 ; #2 (platino); #3 ; #5 ; #6 ; #8 ; #9 (3x platino); #10 ; #13 ; #32 ; #47 ; #60 ; #62 ; #82 .                              |
| 10 novembre 2017      | Diamonds                             | #1 (Billboard rock chart); #2 ; #3 ; #5 , (2x platino); #7 (platino); # 14 ; #17 ; #18 ; #19 ; #24 ; #31 ; #33 , ; #63 ; #88 . |

## EP
| Data di pubblicazione | Titolo                 | Posizione in classifica |
| --------------------- | ---------------------- | ----------------------- |
| giugno 1979           | The Thom Bell Sessions | #52                     |
| 1981                  | 28 November 1974       | #40 ; #81               |

## Altri album
- The Complete Thom Bell Sessions (1989)
- Classic Elton John (1994)
- Chartbusters Go Pop! 20 Legendary Covers from 1969/70 as Sung by Elton John (1994)
- Prologue (2001)
- Good Morning to the Night (2012)

## Singoli
| Data di pubblicazione | Titolo                                                                          | Album di origine                                                            | Posizione in classifica |
| --------------------- | ------------------------------------------------------------------------------- | --------------------------------------------------------------------------- | --- |
| 1º marzo 1968         | I've Been Loving You                                                            | /                                                                           | Mai entrato in classifica. Primo singolo a nome Elton John |
| 17 gennaio 1969       | Lady Samantha                                                                   | /                                                                           | Mai entrato in classifica. Primo singolo composto da Elton John e Bernie Taupin |
| 16 maggio 1969        | It's Me That You Need                                                           | /                                                                           | #13 |
| 24 aprile 1970        | Border Song                                                                     | Elton John                                                                  | #34 ; #92 |
| 19 giugno 1970        | Rock n Roll Madonna                                                             | /                                                                           | Mai entrato in classifica |
| 3 luglio 1970         | From Denver to L.A.                                                             | The Games Soundtrack                                                        | Mai entrato in classifica |
| 26 ottobre 1970       | Take Me to the Pilot                                                            | Elton John                                                                  | Mai entrato in classifica |
| ottobre 1970          | Your Song                                                                       | Elton John                                                                  | #3 , #4 ; #7 ; #8 (Billboard Hot 100); #9 (Hot Adult Contemporary Tracks); #10 ; #11 |
| marzo 1971            | Friends                                                                         | Friends Soundtrack                                                          | #13 ; #17 (Hot Adult Contemporary Tracks); #34 (Billboard Hot 100); #96 |
| 29 novembre 1971      | Levon                                                                           | Madman Across the Water                                                     | #6 ; #24 (Billboard Hot 100); #94 |
| 7 febbraio 1972       | Tiny Dancer                                                                     | Madman Across the Water                                                     | #13 ; #19 ; #35 (Hot Adult Contemporary Tracks); #41 (Billboard Hot 100, oro) |
| 17 aprile 1972        | Rocket Man (I Think It's Going to Be a Long, Long Time)                         | Honky Château                                                               | #2 ; #6 , (Billboard Hot 100, oro); #8 ; #13 ; #18 ; #39 (Hot Adult Contemporary Tracks) |
| 31 luglio 1972        | Honky Cat                                                                       | Honky Château                                                               | #6 (Hot Adult Contemporary Tracks); #8 (Billboard Hot 100); #10 ; #31 ; #41 ; #78 |
| 27 ottobre 1972       | Crocodile Rock                                                                  | Don't Shoot Me I'm Only the Piano Player                                    | #1 , (Billboard Hot 100, platino); #2 ; #3 , ; #5 ; #6 ; #11 , (Hot Adult Contemporary Tracks). Primo singolo di Elton ad aver venduto un milione di copie e prima hit alla #1 USA |
| 26 marzo 1973         | Daniel                                                                          | Don't Shoot Me I'm Only the Piano Player                                    | #1 , (Hot Adult Contemporary Tracks); #2 (Billboard Hot 100, oro); #4 , ; #5 ; #7 ; #8 ; #15 ; #27 |
| 16 luglio 1973        | Saturday Night's Alright (for Fighting)                                         | Goodbye Yellow Brick Road                                                   | #7 ; #12 , (Billboard Hot 100); #31 ; #44 |
| 15 ottobre 1973       | Goodbye Yellow Brick Road                                                       | Goodbye Yellow Brick Road                                                   | #1 ; #2 (Billboard Hot 100, platino); #3 ; #6 ; #7 (Hot Adult Contemporary Tracks); #9 ; #23 ; #49 |
| 26 novembre 1973      | Step Into Christmas                                                             | /                                                                           | #24 . #1 nella classifica statunitense dei singoli natalizi. |
| 4 febbraio 1974       | Candle in the Wind                                                              | Goodbye Yellow Brick Road                                                   | #5 ; #11 |
| 4 febbraio 1974       | Bennie and the Jets                                                             | Goodbye Yellow Brick Road                                                   | #1 , (Billboard Hot 100, platino); #5 ; #15 (Hip-Hop Songs); #37 (1976) |
| 20 maggio 1974        | Don't Let the Sun Go Down on Me                                                 | Caribou                                                                     | #1 ; #2 (Billboard Hot 100, oro); #3 (Hot Adult Contemporary Tracks); #13 ; #16 ; #17 ; #30 |
| 3 settembre 1974      | The Bitch Is Back                                                               | Caribou                                                                     | #1 ; #4 (Billboard Hot 100, oro); #15 ; #53 |
| 18 novembre 1974      | Lucy in the Sky with Diamonds                                                   | /                                                                           | #1 , (Billboard Hot 100, oro); #3 , #10 ; #31 |
| 24 febbraio 1975      | Philadelphia Freedom                                                            | /                                                                           | #1 , (Billboard Hot 100, platino); #4 ; #12 ; #32 (Hip-Hop Songs); #50 |
| 23 giugno 1975        | Someone Saved My Life Tonight                                                   | Captain Fantastic and the Brown Dirt Cowboy                                 | #2 ; #4 (Billboard Hot 100, oro); #22 ; #36 (Hot Adult Contemporary Tracks); #54 |
| 29 settembre 1975     | Island Girl                                                                     | Rock of the Westies                                                         | #1 (Billboard Hot 100, platino); #4 ; #12 ; #14 ; #16 ; #23 ; #27 (Hot Adult Contemporary Tracks); #42 |
| 12 gennaio 1976       | Grow Some Funk of Your Own                                                      | Rock of the Westies                                                         | #8 ; #14 (Billboard Hot 100); #17 |
| 12 gennaio 1976       | I Feel like a Bullet (in the Gun of Robert Ford)                                | Rock of the Westies                                                         | #8 ; #14 (Billboard Hot 100); #21 (Hot Adult Contemporary Tracks) |
| 1976                  | Pinball Wizard                                                                  | /                                                                           | #7 ; #88 |
| 21 giugno 1976        | Don't Go Breaking My Heart (con Kiki Dee)                                       | /                                                                           | #1 , (Billboard Hot 100, oro), (Hot Adult Contemporary Tracks); #3 , ; #4 ; #5 , ; #8 . Prima hit alla #1 UK, in duetto con Kiki Dee |
| 1º novembre 1976      | Sorry Seems to Be the Hardest Word                                              | Blue Moves                                                                  | #1 (Hot Adult Contemporary Tracks); #3 ; #6 (Billboard Hot 100, oro); #9 ; #11 ; #19 ; #29 |
| 31 gennaio 1977       | Bite Your Lip (Get Up and Dance!)                                               | Blue Moves                                                                  | #28 , (Billboard Hot 100); #51 ; #72 |
| 4 febbraio 1977       | Crazy Water                                                                     | Blue Moves                                                                  | #27 |
| aprile 1977           | The Goaldigger Song                                                             | /                                                                           | Mai entrato in classifica. Singolo benefico distribuito esclusivamente in 500 copie |
| 21 marzo 1978         | Ego                                                                             | /                                                                           | #21 ; #34 , (Billboard Hot 100); #40 |
| 4 ottobre 1978        | Part-Time Love                                                                  | A Single Man                                                                | #12 , ; #13 ; #15 ; #21 (Billboard Hot 100); #40 , (Hot Adult Contemporary Tracks) |
| 28 novembre 1978      | Song for Guy                                                                    | A Single Man                                                                | #4 ; #12 ; #11 ; #12 ; #22 ; #37 (Hot Adult Contemporary Tracks); #110 (Billboard Hot 100) |
| 1979                  | Are You Ready for Love                                                          | The Thom Bell Sessions                                                      | #42 ; #63 |
| maggio 1979           | Mama Can't Buy You Love                                                         | The Thom Bell Sessions                                                      | #1 (Hot Adult Contemporary Tracks); #9 , (Billboard Hot 100, oro); #10 ; #36 (Hip-Hop Songs) |
| settembre 1979        | Victim of Love                                                                  | Victim of Love                                                              | #19 ; #31 (Billboard Hot 100); #38 ; #46 |
| dicembre 1979         | Johnny B. Goode                                                                 | Victim of Love                                                              | Mai entrato in classifica |
| 1º maggio 1980        | Little Jeannie                                                                  | 21 at 33                                                                    | #1 , (Hot Adult Contemporary Tracks); #3 (Billboard Hot 100, oro); #4 #9 ; #23 ; #33 |
| 5 agosto 1980         | Sartorial Eloquence (Don't Ya Wanna Play This Game No More?)                    | 21 at 33                                                                    | #39 (Billboard Hot 100); #44 ; #45 (Hot Adult Contemporary Tracks); #57 ; #91 |
| 14 novembre 1980      | Dear God                                                                        | 21 at 33                                                                    | #82 |
| 8 maggio 1981         | Nobody Wins                                                                     | The Fox                                                                     | #10 ; #21 (Billboard Hot 100); #23 , (Hot Adult Contemporary Tracks); #36 ; #42 ; #43 ; #46 |
| luglio 1981           | Just like Belgium                                                               | The Fox                                                                     | Mai entrato in classifica |
| luglio 1981           | Chloe                                                                           | The Fox                                                                     | #34 , (Billboard Hot 100) |
| 12 marzo 1982         | Empty Garden (Hey Hey Johnny)                                                   | Jump Up!                                                                    | #8 ; #13 (Billboard Hot 100); #18 (Hot Adult Contemporary Tracks); #51 ; #63 |
| 25 giugno 1982        | Blue Eyes                                                                       | Jump Up!                                                                    | #1 (Hot Adult Contemporary Tracks); #5 ; #8 ; #9 ; #10 ; #12 (Billboard Hot 100); #16 ; #19 ; #51 |
| settembre 1982        | Ball and Chain                                                                  | Jump Up!                                                                    | Mai entrato in classifica |
| 1982                  | Princess                                                                        | Jump Up!                                                                    | Mai entrato in classifica |
| novembre 1982         | All Quiet on the Western Front                                                  | Jump Up!                                                                    | Mai entrato in classifica |
| aprile 1983           | I Guess That's Why They Call It the Blues                                       | Too Low for Zero                                                            | #2 (Hot Adult Contemporary Tracks); #4 , (Billboard Hot 100); #5 ; #9 ; #12 ; #19 ; #22 ; #48 |
| 3 luglio 1983         | I'm Still Standing                                                              | Too Low for Zero                                                            | #1 , ; #3 ; #4 ; #10 ; #12 (Billboard Hot 100); #16 ; #28 (Hot Adult Contemporary Tracks) |
| 1983                  | Kiss the Bride                                                                  | Too Low for Zero                                                            | #20 ; #25 , (Billboard Hot 100); #37 ; #58 |
| 1983                  | Cold as Christmas (in the Middle of the Year)                                   | Too Low for Zero                                                            | #33 ; #52 |
| 14 maggio 1984        | Sad Songs (Say So Much)                                                         | Breaking Hearts                                                             | #2 (Hot Adult Contemporary Tracks); #3 ; #4 , ; #5 (Billboard Hot 100); #7 ; #18 ; #22 |
| luglio 1984           | Passengers                                                                      | Breaking Hearts                                                             | #5 ; #9 ; #27 |
| 1984                  | Who Wears These Shoes?                                                          | Breaking Hearts                                                             | #11 (Hot Adult Contemporary Tracks); #16 (Billboard Hot 100); #36 ; #50 ; #76 |
| 1984                  | In Neon                                                                         | Breaking Hearts                                                             | #11 (Hot Adult Contemporary Tracks); #38 (Billboard Hot 100); #92 |
| 1984                  | Breaking Hearts (Ain't What It Used to Be)                                      | Breaking Hearts                                                             | #59 |
| 1985                  | Act of War (con Millie Jackson)                                                 | Ice on Fire (versione in CD)                                                | #32 ; #39 ; #50 ; #94 |
| 29 ottobre 1985       | Nikita                                                                          | Ice on Fire                                                                 | #1 , ; #2 , ; #3 , (Hot Adult Contemporary Tracks); #6 ; #7 , (Billboard Hot 100); #20 |
| novembre 1985         | Wrap Her Up (con George Michael)                                                | Ice on Fire                                                                 | #12 ; #20 (Billboard Hot 100); #22 ; #26 ; #54 |
| novembre 1985         | That's What Friends Are For (con Dionne Warwick, Stevie Wonder e Gladys Knight) | /                                                                           | #1 , (Billboard Hot 100, oro); #5 ; #6 ; #7 ; #11 ; #13 ; #16 |
| febbraio 1986         | Cry to Heaven                                                                   | Ice on Fire                                                                 | #13 ; #47 ; #86 |
| settembre 1986        | Heartache All Over the World                                                    | Leather Jackets                                                             | #7 ; #45 ; #55 (Billboard Hot 100); #58 |
| novembre 1986         | Slow Rivers (con Cliff Richard)                                                 | Leather Jackets                                                             | #44 ; #82 |
| 1987                  | Your Song (live)                                                                | Live in Australia with the Melbourne Symphony Orchestra                     | #85 ; #100 |
| 1987                  | Candle in the Wind (live)                                                       | Live in Australia with the Melbourne Symphony Orchestra                     | #2 (Hot Adult Contemporary Tracks); #5 , ; #6 (Billboard Hot 100); #55 ; #92 |
| 1988                  | Take Me to the Pilot (live)                                                     | Live in Australia with the Melbourne Symphony Orchestra                     | #37 (Hot Adult Contemporary Tracks) |
| giugno 1988           | I Don't Wanna Go on with You like That                                          | Reg Strikes Back                                                            | #1 , (Hot Adult Contemporary Tracks); #2 (Billboard Hot 100); #6 ; #10 ; #15 ; #19 ; #22 ; #24 ; #30 |
| settembre 1988        | Town of Plenty                                                                  | Reg Strikes Back                                                            | #74 ; #95 |
| novembre 1988         | A Word in Spanish                                                               | Reg Strikes Back                                                            | #4 (Hot Adult Contemporary Tracks); #10 ; #13 ; #19 (Billboard Hot 100); #27 ; #43 ; #91 |
| 1988                  | Mona Lisas and Mad Hatters (Part Two)                                           | Reg Strikes Back                                                            | Mai entrato in classifica |
| luglio 1989           | Healing Hands                                                                   | Sleeping with the Past                                                      | #1 (Hot Adult Contemporary Tracks); #5 ; #8 ; #10 ; #13 , (Billboard Hot 100); #14 ; #39 ; #45 ; #60 |
| ottobre 1989          | Sacrifice                                                                       | Sleeping with the Past                                                      | #1 ; #2 ; #3 , (Hot Adult Contemporary Tracks); #7 ; #18 (Billboard Hot 100); #19 ; #23 ; #36 ; #55 |
| maggio 1990           | Club at the End of the Street                                                   | Sleeping with the Past                                                      | #1 ; #2 (Hot Adult Contemporary Tracks); #12 ; #19 ; #24 ; #28 , (Billboard Hot 100); #30 (Billboard Hot 100); #45 ; #47 |
| giugno 1990           | Sacrifice/Healing Hands                                                         | Sleeping with the Past                                                      | #1 . La prima hit alla #1 UK da potersi attribuire esclusivamente ad Elton |
| agosto 1990           | You Gotta Love Someone                                                          | The Very Best of Elton John, To Be Continued..., Days of Thunder Soundtrack | #1 , (Hot Adult Contemporary Tracks); #12 ; #20 ; #26 ; #32 ; #33 ; #43 , (Billboard Hot 100) |
| ottobre 1990          | Easier to Walk Away                                                             | The Very Best of Elton John, To Be Continued...                             | #20 ; #23 ; #59 ; #63 ; #71 |
| 20 novembre 1991      | Don't Let the Sun Go Down on Me (live, con George Michael)                      | Duets                                                                       | #1 , (ARC Weekly Top 40), (Billboard Hot 100, oro), (Hot Adult Contemporary Tracks); #2 , ; #3 ; #4 |
| 25 maggio 1992        | The One                                                                         | The One                                                                     | #1 , (Hot Adult Contemporary Tracks); #2 ; #3 , ; #5 ; #9 (Billboard Hot 100); #10 ; #11 ; #14 ; #15 ; #20 ; #29 |
| 20 luglio 1992        | Runaway Train (con Eric Clapton)                                                | The One                                                                     | #10 ; #15; #22 ; #28 ; #29 ; #31 ; #41 |
| 6 ottobre 1992        | The Last Song                                                                   | The One                                                                     | #7 ; #21 ; #23 (Billboard Hot 100); #32 ; #38 ; #72 |
| 10 maggio 1993        | Simple Life                                                                     | The One                                                                     | #1 (Hot Adult Contemporary Tracks); #3 ; #30 (Billboard Hot 100); #44 ; #63 |
| 8 novembre 1993       | True Love (con Kiki Dee)                                                        | Duets                                                                       | #2 ; #11 ; #12 , ; #19 ; #21 (Hot Adult Contemporary Tracks); #22 ; #34 ; #38 ; #56 (Billboard Hot 100) |
| 14 febbraio 1994      | Don't Go Breaking My Heart (con RuPaul)                                         | Duets                                                                       | #7 ; #18 ; #25 ; #28 ; #30 ; #34 ; #39 ; #45 ; #62 ; #92 (Billboard Hot 100) |
| 2 maggio 1994         | Ain't Nothing like the Real Thing (con Marcella Detroit)                        | Duets                                                                       | #24 |
| 12 maggio 1994        | Can You Feel the Love Tonight                                                   | The Lion King Soundtrack                                                    | #1 , (Hot Adult Contemporary Tracks); #2 ; #4 , (Billboard Hot 100, oro); #7 ; #9 , ; #10 ; #14 , ; #15 |
| 9 agosto 1994         | Circle of Life                                                                  | The Lion King Soundtrack                                                    | #2 , (Hot Adult Contemporary Tracks); #3 , ; #7 ; #10 ; #11 ; #13 ; #18 (Billboard Hot 100); #30 |
| 20 febbraio 1995      | Believe                                                                         | Made in England                                                             | #1 , (Hot Adult Contemporary Tracks); #8 ; #13 , (Billboard Hot 100); #15 ; #20 ; #21 ; #23 ; #24 ; #25 ; #38 ; #43 ; #47 ; #56 |
| 8 maggio 1995         | Made in England                                                                 | Made in England                                                             | #5 ; #12 (Hot Adult Contemporary Tracks); #18 ; #20 ; #40 ; #48 ; #52 (Billboard Hot 100); #59 |
| 18 dicembre 1995      | Blessed                                                                         | Made in England                                                             | #2 (Hot Adult Contemporary Tracks); #3 ; #21 ; #32 ; #34 (Billboard Hot 100); #83 |
| 22 gennaio 1996       | Please                                                                          | Made in England                                                             | #27 ; #33 |
| 11 marzo 1996         | Pain                                                                            | Made in England                                                             | Mai entrato in classifica |
| ottobre 1996          | You Can Make History (Young Again)                                              | Love Songs (versione statunitense)                                          | #4 (Hot Adult Contemporary Tracks); #19 ; #70 (Billboard Hot 100) |
| dicembre 1996         | Live like Horses (con Luciano Pavarotti)                                        | /                                                                           | #9 ; #35 ; #46 ; #74 |
| 13 settembre 1997     | Something About the Way You Look Tonight/Candle in the Wind 1997                | The Big Picture (solo Something About the Way You Look Tonight)             | #1 (14x platino), (6x platino), (19x platino), , (platino), (diamante), , (4x platino), (9x platino), (8x platino), , (6x platino), (9x platino), , (9x platino), (Billboard Hot 100, diamante), ; #2 (Hot Adult Contemporary Tracks, solo Candle in the Wind 1997); #22 (Hot Adult Top 40, solo Candle in the Wind 1997); #38 (Top 40 Mainstream, solo Candle in the Wind 1997); (4x platino); (platino); (oro). Il singolo più venduto di sempre |
| 2 febbraio 1998       | Recover Your Soul                                                               | The Big Picture                                                             | #5 (Hot Adult Contemporary Tracks); #16 ; #39 ; #55 (Billboard Hot 100); #73 ; #98 ; |
| 1º giugno 1998        | If the River Can Bend                                                           | The Big Picture                                                             | #32 ; #95 |
| 23 febbraio 1999      | Written in the Stars (con LeAnn Rimes)                                          | Elton John and Tim Rice's Aida                                              | #1 (RPM Adult Contemporary); #2 (Hot Adult Contemporary Tracks); #10 ; #18 ; #23 (RPM Top Singles); #28 ; #29 (Billboard Hot 100, oro); #34 ; #35 ; #74 (RPM Country Tracks); #79 ; #91 ; #95 |
| 1999                  | A Step Too Far (con Heather Headley e Sherie Scott)                             | Elton John and Tim Rice's Aida                                              | #15 (Hot Adult Contemporary Tracks); #66 |
| 2000                  | Someday Out of the Blue                                                         | Elton John's The Road to El Dorado                                          | #5 (Hot Adult Contemporary Tracks); #40 ; #49 (Billboard Hot 100) |
| 2000                  | Friends Never Say Goodbye                                                       | Elton John's The Road to El Dorado                                          | #21 (Hot Adult Contemporary Tracks) |
| 24 settembre 2001     | I Want Love                                                                     | Songs from the West Coast                                                   | #6 (Hot Adult Contemporary Tracks); #9 ; #14 ; #31 , ; #49 ; #67 ; #110 (Billboard Hot 100) |
| gennaio 2002          | This Train Don't Stop There Anymore                                             | Songs from the West Coast                                                   | #10 (Hot Adult Contemporary Tracks); #24 ; #83 |
| aprile 2002           | Original Sin                                                                    | Songs from the West Coast                                                   | #18 (Hot Adult Contemporary Tracks); #39 |
| 2002                  | Your Song (con Alessandro Safina)                                               | /                                                                           | #4 ; #36 ; #88 |
| 9 dicembre 2002       | Sorry Seems to Be the Hardest Word (con i Blue)                                 | One Love                                                                    | #1 , ; #2 , ; #3 , ; #4 , ; #5 , ; #6 ; #43 |
| 2003                  | Are You Ready for Love (remix)                                                  | /                                                                           | #1 ; #13 ; #49 ; #60 ; #78 |
| 2003                  | The Heart of Every Girl                                                         | Mona Lisa Smile Soundtrack                                                  | #24 (Hot Adult Contemporary Tracks) |
| novembre 2004         | All That I'm Allowed (I'm Thankful)                                             | Peachtree Road                                                              | #20 ; #24 (Hot Adult Contemporary Tracks); #31 |
| aprile 2005           | Turn the Lights Out When You Leave                                              | Peachtree Road                                                              | #32 |
| 2005                  | Answer in the Sky                                                               | Peachtree Road                                                              | #7 (Hot Adult Contemporary Tracks) |
| 14 settembre 2005     | Electricity                                                                     | Billy Elliot - Original Cast Recording (London)                             | #4 |
| 2006                  | The Bridge                                                                      | The Captain and the Kid                                                     | #13 (Hot Adult Contemporary Tracks) |
| 2006                  | Tinderbox                                                                       | The Captain and the Kid                                                     | Mai entrato in classifica |
| 2007                  | Rocket Man (I Think It's Going to Be a Long, Long Time)                         | Rocket Man: The Definitive Hits                                             | #18 ; #62 |
| 2007                  | Step Into Christmas                                                             | Elton John's Christmas Party                                                | #65 |
| 24 agosto 2010        | If It Wasn't for Bad (con Leon Russell)                                         | The Union                                                                   | #194 |
| 2010                  | Eight Hundred Dollar Shoes (con Leon Russell)                                   | The Union                                                                   | Mai entrato in classifica |
| 2010                  | Hey Ahab (con Leon Russell)                                                     | The Union                                                                   | Mai entrato in classifica |
| 2012                  | Sad (con gli Pnau)                                                              | Good Morning to the Night                                                   | #48 |
| 24 giugno 2013        | Home Again                                                                      | The Diving Board                                                            | #143 |
| 28 agosto 2013        | Mexican Vacation (Kids in the Candlelight)                                      | The Diving Board                                                            | Mai entrato in classifica |
| 22 ottobre 2015       | Looking Up                                                                      | Wonderful Crazy Night                                                       | Mai entrato in classifica |
| 15 dicembre 2015      | Wonderful Crazy Night                                                           | Wonderful Crazy Night                                                       | Mai entrato in classifica |
| 16 maggio 2019        | (I'm Gonna) Love Me Again (con Taron Egerton)                                   | Rocketman: Music from the Motion Picture                                    | Mai entrato in classifica |
| 13 agosto 2021        | Cold Heart (Pnau Remix) (con Dua Lipa)                                          | The Lockdown Sessions                                                       | |
| 3 dicembre 2021       | Merry Christmas (con Ed Sheeran)                                                | The Lockdown Sessions                                                       | |

## Altri brani
- 1969 Empty Sky
- 1969 Western Ford Gateway
- 1969 Hymn 2000
- 1969 Skyline Pigeon
- 1969 Gulliver/Hay Chewed/Reprise
- 1970 I Need You to Turn To
- 1970 No Shoestrings on Louise
- 1970 First Episode at Hienton
- 1970 Sixty Years On
- 1970 The Greatest Discovery
- 1970 The Cage
- 1970 The King Must Die
- 1970 Bad Side of the Moon
- 1970 Ballad of a Well-Known Gun
- 1970 Come Down in Time
- 1970 Country Comfort
- 1970 Son of Your Father
- 1970 My Father's Gun
- 1970 Where to Now St. Peter?
- 1970 Love Song (con Lesley Duncan)
- 1970 Amoreena
- 1970 Talking Old Soldiers
- 1970 Burn Down the Mission
- 1970 Into the Old Man's Shoes
- 1971 Razor Face
- 1971 Madman Across the Water
- 1971 Indian Sunset
- 1971 Holiday Inn
- 1971 Rotten Peaches
- 1971 All the Nasties
- 1971 Goodbye
- 1972 Salvation
- 1972 Amy
- 1972 Mona Lisas and Mad Hatters
- 1973 Blues for My Baby and Me
- 1973 Have Mercy on the Criminal
- 1973 Texan Love Song
- 1973 High Flying Bird
- 1973 Funeral for a Friend/Love Lies Bleeding
- 1973 The Ballad of Danny Bailey (1909-34)
- 1973 All the Girls Love Alice
- 1973 Roy Rogers
- 1973 Harmony
- 1974 Ticking
- 1975 Captain Fantastic and the Brown Dirt Cowboy
- 1975 Tower of Babel
- 1975 Better Off Dead
- 1975 We All Fall in Love Sometimes/Curtains
- 1976 Tonight
- 1976 One Horse Town
- 1976 Cage the Songbird
- 1978 Shine on Through
- 1978 It Ain't Gonna Be Easy
- 1978 Madness
- 1978 I Cry at Night
- 1981 Heart in the Right Place
- 1981 Carla Etude/Fanfare/Chloe
- 1981 Elton's Song
- 1983 Saint
- 1983 One More Arrow
- 1984 Restless
- 1989 Whispers
- 1989 Sleeping with the Past
- 1989 Blue Avenue
- 1990 The Measure of a Man
- 1993 Duets for One
- 1995 Belfast
- 2001 The Emperor's New Clothes
- 2001 Dark Diamond
- 2001 American Triangle
- 2001 Birds
- 2001 Ballad of the Boy in the Red Shoes
- 2001 Mansfield
- 2004 Weight of the World
- 2006 Postcards from Richard Nixon
- 2006 Just Like Noah's Ark
- 2006 Wouldn't Have You Any Other Way (NYC)
- 2006 And the House Fell Down
- 2006 Blues Never Fade Away
- 2006 I Must Have Lost It on the Wind
- 2006 Old '67
- 2006 The Captain and the Kid

## Tributi
- Two Rooms: Celebrating the Songs of Elton John & Bernie Taupin (1991)
- Elton (1999)
- The Timeless Classics of Elton John Performed by Studio 99 (2006)

## Collaborazioni
| Data di pubblicazione | Titolo                                                            | Album di origine          | Posizione in classifica                                                                                 |
| --------------------- | ----------------------------------------------------------------- | ------------------------- | --- |
| 1981                  | Loving You is Sweeter than Ever (con Kiki Dee)                    | Perfect Timing            | Mai entrato in classifica                                                                               |
| 1987                  | Flames of Paradise (con Jennifer Rush)                            | Heart Over Mind           | #7 ; #8 ; #17 ; #31 ; #32 (Hot Adult Contemporary Tracks); #36 (Billboard Hot 100); #59                 |
| 1989                  | Through the Storm (con Aretha Franklin)                           | Through the Storm         | #3 (Hot Adult Contemporary Tracks); #6 ; #8 ; #16 , (Billboard Hot 100); #17 (Hip-Hop Songs); #41 ; #56 |
| 1995                  | When the Money's Gone (con Bruce Roberts)                         | Intimacy                  | Mai entrato in classifica                                                                               |
| 2005                  | Ghetto Gospel (Tupac Shakur feat. Elton John)                     | Loyal to the Game         | #1 , ; #3 , ; #7 ; #20 ; #25                                                                            |
| 2005                  | Where We Both Say Goodbye (con Catherine Britt)                   | /                         | #38 (Hot Country Songs)                                                                                 |
| 16 dicembre 2008      | Joseph, Better You Than Me (con i Killers e Neil Tennant)         | /                         | #64 ; #88                                                                                               |
| 27 aprile 2009        | Tiny Dancer (Hold Me Closer) (Ironik feat. Chipmunk & Elton John) | No Point in Wasting Tears | #3 |
| 2013                  | Face to Face (Gary Barlow feat. Elton John)                       | Since I Saw You Last      | #69 |
| 10 gennaio 2020       | Ordinary Man (Ozzy Osbourne feat. Elton John)                     | Ordinary Man              | Mai entrato in classifica                                                                               |

## Videografia

### VHS
| Anno | Titolo                                                                    |
| ---- | ------------------------------------------------------------------------- |
| 1973 | The Elton John Story                                                      |
| 1979 | To Russia with Elton                                                      |
| 1980 | Live in Central Park                                                      |
| 1982 | Visions                                                                   |
| 1983 | The Videosingles                                                          |
| 1985 | The Afternoon Concert                                                     |
| 1985 | The Nightime Concert                                                      |
| 1986 | Live in Australia with the Melbourne Symphony Orchestra (con la band)     |
| 1986 | Live in Australia with the Melbourne Symphony Orchestra (con l'orchestra) |
| 1990 | The Very Best of Elton John                                               |
| 1991 | Two Rooms: Celebrating the Songs of Elton John & Bernie Taupin            |
| 1992 | Live in Barcelona                                                         |
| 1992 | World Tour 1992/93 - Video Tour Book (prima versione)                     |
| 1993 | World Tour 1992/93 - Video Tour Book (seconda versione Revlon)            |
| 1993 | The Last Song                                                             |
| 1995 | Love Songs                                                                |
| 1997 | An Audience with Elton John                                               |

### Album video
| Anno | Titolo                                                          |
| ---- | --------------------------------------------------------------- |
| 2000 | Live in Barcelona                                               |
| 2000 | The Very Best of Elton John                                     |
| 2000 | Love Songs                                                      |
| 2001 | Classic Albums: Elton John - Goodbye Yellow Brick Road          |
| 2001 | One Night Only: The Greatest Hits Live at Madison Square Garden |
| 2003 | Are You Ready for Love                                          |
| 2004 | To Russia with Elton                                            |
| 2004 | Elton in 2003 the Official DVD                                  |
| 2004 | Dream Ticket                                                    |
| 2005 | Two Rooms: Celebrating the Songs of Elton John & Bernie Taupin  |
| 2005 | Live at Watford Football Club 2005                              |
| 2006 | Music in Review                                                 |
| 2007 | Rocket Man: The Definitive Hits                                 |
| 2007 | Elton 60 - Live at Madison Square Garden                        |
| 2007 | Someone like Me                                                 |
| 2008 | The Red Piano                                                   |
| 2014 | The Million Dollar Piano                                        |

## Colonne sonore
- Nel 1971, Elton compose la colonna sonora (Friends Soundtrack) del film Friends (in Italia Due ragazzi che si amano).
- Nel 1972 apparve nel film di Marc Bolan Born to Boogie.
- Nel 1975 apparve nel film di Ken Russell Tommy; interpretò il campione mondiale di flipper spodestato dal protagonista e registrò per l'occasione una propria versione del brano degli Who Pinball Wizard.
- Nel 1975, il brano Amoreena (proveniente da Tumbleweed Connection) fu utilizzato nei titoli di testa del film Quel pomeriggio di un giorno da cani.
- Nel 1990 registrò due brani per due film diversi: You Gotta Love Someone (inserita in Giorni di tuono) e Measure of a Man (inserita in Rocky V).
- Nel 1994 registrò due brani per il film Quattro matrimoni e un funerale (But Not for Me e Chapel of Love).
- Nel 1994 scrisse diversi brani (insieme a Tim Rice) per il classico Disney Il Re Leone, tra cui la canzone premio Oscar Can You Feel the Love Tonight. Nel 1997 i due composero la musica per il pluripremiato musical The Lion King.
- Nel 1998 compose, sempre con Tim Rice e sempre per la Disney, la musica per il puripremiato musical Aida.
- Nel 1999 compose la colonna sonora (The Muse Soundtrack) per il film The Muse (da noi La dea del successo).
- Nel 2000 compose con Rice diversi brani musicali per la colonna sonora (The Road to Eldorado Soundtrack) del cartoon DreamWorks The Road to El Dorado (da noi La strada per El Dorado).
- Nel 2001, i suoi brani Tiny Dancer (1971) e Mona Lisas and Mad Hatters (1972) furono inseriti nel film Quasi famosi.
- Nel 2003, il suo brano The Heart of Every Girl fu inserito nel film Mona Lisa Smile.
- Nel 2005, il suo brano My Father's Gun (proveniente dall'album Tumbleweed Connection) divenne il tema portante del film Elizabethtown.
- Nel 2005, Elton compose i brani del pluripremiato musical Billy Elliot the Musical, su testi di Lee Hall.
- Nel 2006, compose i brani (su testi di Bernie Taupin) del musical The Vampire Lestat.
- Nel 2008, compose (su testo di Anton Monsted) il brano The Drover's Ballad per il film Australia.
- Nel 2008, Bennie and the Jets fu inserita nel film 27 volte in bianco.